# Infección de sitio quirúrgico
La infección del sitio quirúrgico (ISQ) o infección de la herida quirúrgica se define como aquella infección que ocurre dentro de los primeros treinta días de un procedimiento quirúrgico (hasta un año si se utilizó algún material protésico), que involucra piel y tejido profundo en el sitio de la incisión. Además presenta uno de los siguientes: secreción purulenta en el sitio de la herida, identificación del microorganismo por cultivo y datos clínicos de inflamación. Se debe señalar que no toda la salida de secreción cerca del sitio quirúrgico es infección ya que puede ser debida a reacción al material quirúrgico.
Está demostrado que todo paciente, al ingresar a un hospital, puede ser contagiado por la infección de otro enfermo. A esto se le ha llamado infección nosocomial. Sin embargo, de manera reciente se ha utilizado el término infección asociada con atención médica, pues también puede provenir del mismo paciente o de cualquier profesional de la salud en contacto con él o que le realice un procedimiento invasivo. La ISQ ocupa el tercer lugar después de la infección de catéter venoso, sonda Foley y neumonía por ventilación mecánica.

## Epidemiología y trascendencia
Cada año en EUA ocurren 300 000 ISQ, reportando tasas desde 1 hasta 30 %, lo cual incrementa el costo en atención. El paciente con ISQ tiene 60 % más probabilidades de ingresar a una unidad de terapia intensiva, cinco veces más de ser readmitido en el hospital y dos veces más probabilidades de morir que los pacientes sin ISQ esto, además, prolonga su estancia hospitalaria.
Asimismo, la ISQ es percibida por los pacientes como una muy mala atención del médico, del personal de salud y, en consecuencia, del hospital. Tal situación ha generado que organismos gubernamentales y/o privados presionen a los hospitales para que publiquen sus tasas de ISQ, permitiendo a los enfermos elegir dónde recibir atención. 
También la “infección asociada con atención médica“, incluida la ISQ, contribuye de modo directo al uso, abuso y mal uso de los antibióticos, que genera dos riesgos: resistencia bacteriana y sobreinfección asociada.

## Clasificación del tipo de cirugía
En 1964, a fin de evaluar un método de antisepsia durante la cirugía, la Academia de Ciencia y el Consejo Nacional de Investigación en EUA propuso una clasificación con base en el contacto que tuviesen los tejidos con posibles microorganismos durante la cirugía, que se emplea hasta hoy día y ha demostrado su utilidad.
| Tipo de cirugía    | Tasa de ISQ | Descripción |
| ------------------ | ----------- | --- |
| Limpia             | 1-5 %       | Heridas no traumáticas, no se atraviesan tejidos infectados, con escaso trauma tisular, la técnica aséptica es correcta y no se accede a mucosas del tracto digestivo, urinario, genital femenino, respiratorio, faringe, vía biliar u otro.              |
| Limpia-contaminada | 3-11 %      | Se accede intencional o accidentalmente a mucosas y no contienen material purulento. Se incluyen cirugías limpias en las que se deja un drenaje abierto y en las que hubo una transgresión leve de la técnica aséptica.                                   |
| Contaminada        | 10-17 %     | Existe material purulento o francamente contaminado con bacterias en las cavidades virtuales o dentro de las mucosas. Se incluyen las heridas traumáticas penetrantes con menos de 6 horas y cirugías con transgresión importante de la técnica aséptica. |
| Sucia              | >27 %       | Cirugías en herida traumática con cuerpos extraños, tejidos desvitalizados o penetrantes con más de 6 horas de evolución y cirugías con vísceras perforadas.                                                                                              |

## Clasificación del tipo de ISQ
A finales del siglo XX, el Centro de Control y Prevención de Enfermedades (CDC) de Atlanta en EUA propuso una sencilla clasificación de las infecciones del sitio quirúrgico:
| Tipo de ISQ      | Extensión |
| ---------------- | --- |
| Superficial      | Involucra piel y tejido celular subcutáneo. Drena pus ± confirmación bacteriológica. Se incluyen las incisiones abiertas deliberadamente por el cirujano debido a signos de inflamación. |
| Profunda         | Involucra tejido celular subcutáneo y fascia. El líquido purulento no proviene de órgano o cavidad. Se observa dehiscencia de capas profundas de la herida y aponeurosis. Se identifica durante una reintervención quirúrgica, estudio de imagen (Ecografía, tomografía axial computarizada, etc.) o en planos profundos de la herida |
| Órgano o cavidad | Involucra órgano o cavidad de cualquier parte del cuerpo en el posoperatorio. Salida de material purulento por drenaje. |

## Factores de riesgo para el desarrollo de una ISQ
Alrededor de 1985, en especial en EUA, surgieron grupos para control de infección nosocomial. Después, un programa gubernamental, el SENIC (Study of the Efficacy of Nosocomial Infection Control) demostró que esos grupos eran eficaces y tenían adecuado costo-beneficio, al identificar la relación directa entre determinadas características clínicas del paciente y el aumento en la ISQ; esto se denominó como índice de riesgo (IR) y se asoció con un mayor costo en la atención de enfermos con índices altos.
Entre los IR más estudiados están:
- La Clasificación de riesgo quirúrgico ASA (American Society of Anestesiology) preoperatoria, que correlaciona de manera directa proporcional hasta 4.53 veces más con ISQ
- La hemorragia transoperatoria mayor que 250 mL aumenta 3.07 veces más las ISQ
- La clasificación del tipo de cirugía según el contacto con posibles microorganismos
- El mayor tiempo quirúrgico, según la duración promedio de cada procedimiento analizado, aumenta 1.35 veces más el riesgo de ISQ
- La diabetes mellitus aumenta 1.08 y hasta el doble cuando existe hiperglicemia transoperatoria (incluso en pacientes no diabéticos)
- La transfusión de paquete globular transoperatorio en un paciente sin hemorragia severa y en rango de “sangrado permisible” (definido como hematócrito ideal menos hematócrito real por volumen circulante) eleva 1.25 el riesgo de ISQ

Otros factores que también alzan el IR son desnutrición severa, edad mayor de 64 años, hipotermia preoperatoria y/o hipotermia transoperatoria, así como obesidad severa y cirugías abdominales.